# Associação Académica da Calheta do Maio
L'Associação Académica da Calheta do Maio és un club capverdià de futbol de la ciutat de Vila do Maio a l'illa de Maio.
Manté forta rivalitat amb Académico 83.

## Palmarès
- Lliga de Maio de futbol:[5]

2006/07, 2007/08, 2013/14
- Copa de Maio de futbol:

2006/07, 2013/14